# 花の塔
「花の塔」（はなのとう）は、さユりの楽曲。作詞・作曲はさユりが行い、編曲は宮田“レフティ”リョウが行った。

## 概要
当楽曲は、TVアニメ『リコリス・リコイル』のために書き下ろされた曲で、エンディングテーマに使用されている。
さユりはこの曲について「出会いに纏わる光と影、喜びと切なさの両面を描いた曲」とコメントしている。
収録先である2ndアルバム『酸欠少女』の8月10日発売に先駆け、7月3日、アニメ第1話の放送終了後すぐに、各種サブスクリプションサービスにて配信開始した。